# Sálin hans Jóns míns

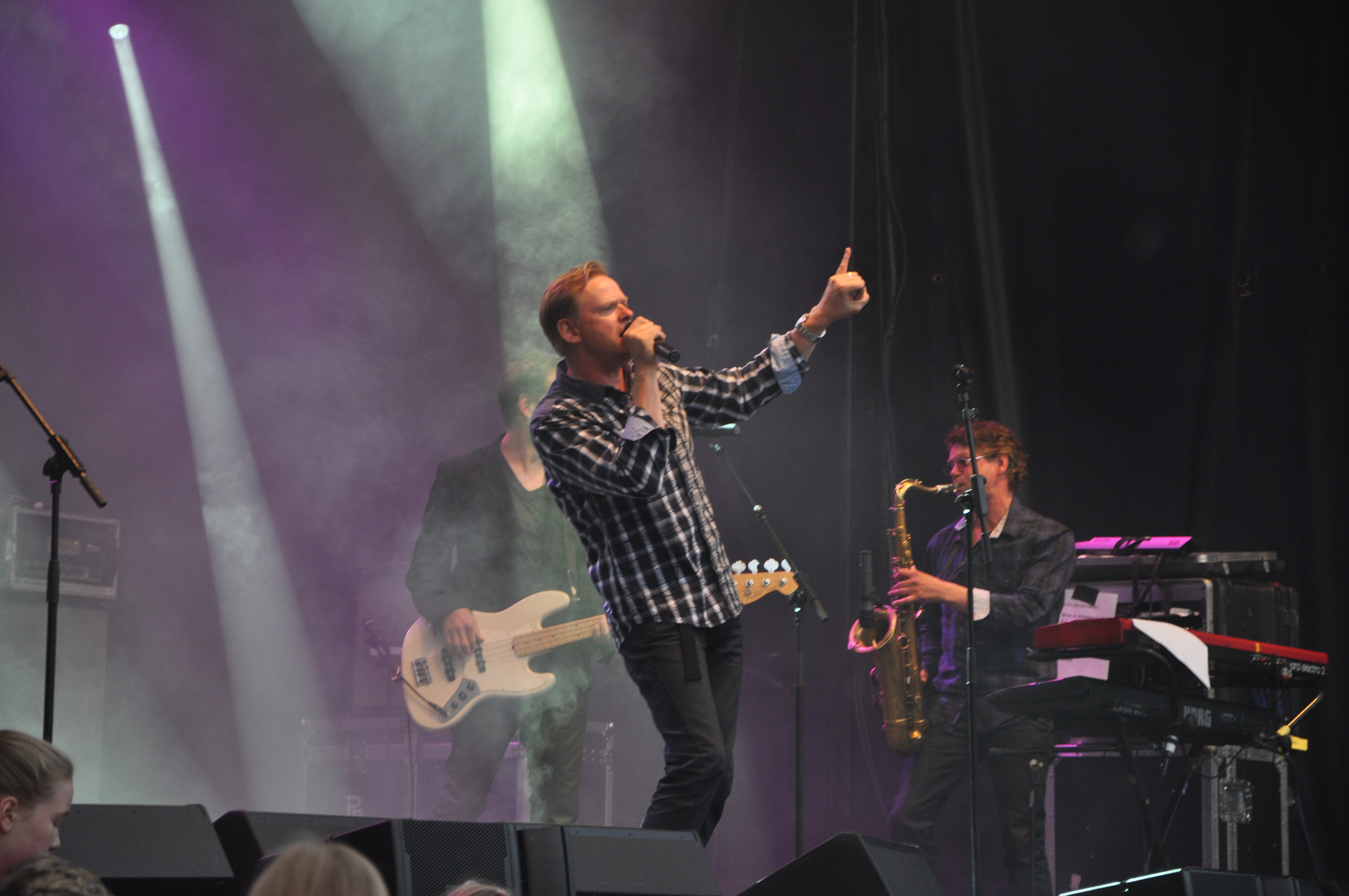
Sálin hans Jóns míns en concierto.

Sálin hans Jóns míns (o Sálin) es un grupo musical de Islandia basado en Reikiavik. Fue fundado en 1988 y en la actualidad está compuesto por Guðmundur Jónsson, Jón Ólafsson y Stefán Hilmarsson.

## Nombre
Lleva el nombre de una popular leyenda islandesa, escita por Davíð Stefánsson.

## Miembros
- Stefán Hilmarsson - voz
- Guðmundur Jónsson - guitarra
- Friðrik Sturluson - bajo
- Jens Hansson - teclados, saxofón
- Jóhann Hjörleifsson - batería

## Discografía

### Álbumes
- 1988: Syngjandi sveittir
- 1989: Hvar er draumurinn?
- 1991: Sálin hans Jóns míns
- 1992: Garg
- 1992: Þessi þungu högg
- 1995: Sól um nótt
- 1998: Gullna hliðið
- 1991: 12. ágúst '99
- 2000: Annar máni
- 2001: Logandi ljós
- 2003: Vatnið
- 2005: Undir þínum áhrifum
- 2006: Sálin og Gospel[2]
- 2008: Arg
- 2010: Upp og niður stigann
- 2013: Glamr

## Sencillos
- "Okkar nótt"
- "Á Nýjum Stað"
- "Sól ég hef sögu að segja þér"
- "Gefðu mér bros (Þú um það ;-)" (2013)
- "Ferðamenn" (2013)